# Europese kampioenschappen judo 1955
De Europese kampioenschappen judo 1955 werden op 4 december 1955 gehouden in Parijs, Frankrijk. 

## Resultaten
| Onderdeel | Goud            | Zilver             | Brons                            |
| --------- | --------------- | ------------------ | -------------------------------- |
| 1e dan    | André Colonges  | Dominique Demartre | Willem Dadema Jan de Waal        |
| 2e dan    | Daniel Outelet  | Douglas Young      | Alexandr Adamec Tony Mack        |
| 3e dan    | Anton Geesink   | Henri Courtine     | Alfred Tompich André Colonges    |
| 4e dan    | Jean De Herdt   | Robert Sauveniere  |                                  |
| Open      | Bernard Pariset | Anton Geesink      | Pierre De Rouck Heinrich Metzler |

## Medailleklassement
| Plaats | Land                     | Goud | Zilver | Brons | Totaal |
| 1      | Frankrijk                | 3    | 3      | 1     | 7      |
| 2      | Nederland                | 1    | 1      | 2     | 4      |
| 3      | Verenigd Koninkrijk      | 0    | 1      | 1     | 2      |
| 4      | België                   | 1    | 0      | 1     | 2      |
| 5      | Tsjecho-Slowakije        | 0    | 0      | 2     | 2      |
| 6      | Bondsrepubliek Duitsland | 0    | 0      | 1     | 1      |
| Totaal | Totaal                   | 5    | 5      | 8     | 18     |